# Leuterwitz
Leuterwitz ist ein Ortsteil der Stadt Leisnig im Landkreis Mittelsachsen. 1946 hatte der Ort 115 Einwohner. Am 1. Juli 1950 wurde er nach Bockelwitz eingemeindet, 2012 ging er mit diesem nach Leisnig.

## Geschichte
1273 übergab der Bischof von Meißen Zinsen an das Kloster Sornzig, u. a. in Luthoboritz 6 ½ Schock Korn und dasselbe in Hafer. 1306 wurde das Dorf Luteboritz an die Pfarrkirche in Bockelwitz gewiesen. Vorher gehörte es zur Kirche in Altleisnig. Zum Jahr 1506 existiert ein Gesamtlehnbrief für die Familie Marschalk zu Jeßnitz über das Dorf Lauterbitz mit beiden Gerichten. 1548 nennt das Amtserbbuch vom Schulamt Meißen (Kloster Sornzig) zu Leuterwitz: „Dieses Dorf ist mit aller Botmäßigkeit ins Amt Leisnig gehörig. Das Kloster Sornzig hat hier nur den bezeichneten Zins [von 6 Mann] zu fordern.“